# Christian Gehri
Pour les articles homonymes, voir Gehri.
Christian Gehri, né en août 1808 à Riggisberg et mort le 10 mars 1882 à Seedorf, originaire de Seedorf, est un graveur sur bois suisse.

## Biographie
Christian Gehri naît en août 1808 à Riggisberg. Son père s'appelle comme lui et sa mère s'appelle Anna Masshart.
Il meurt le 10 mars 1882 à Seedorf,.